# 皇家空軍博物館
皇家空軍博物館是英國的一家博物館，以航空史，特別是英國皇家空軍為展示主題，又稱RAF博物館。皇家空軍博物館在英國國內共有兩個館區，分別是位於倫敦北郊的倫敦館區（Royal Air Force Museum London）以及位於科斯福德航空技術大學的科斯福德館區（Royal Air Force Museum Cosford）。

## 外部連結
- RAF Museum website （页面存档备份，存于）
- RAF Museum Photo website （页面存档备份，存于）
- Royal Air Force website （页面存档备份，存于）
- Photo galleries of aircraft at the RAF Museum and a virtual tour of RAF Cosford
- The National Cold War Exhibition
- Pictures of RAF Museum Hendon

51°35′56″N 0°14′19″W / 51.59889°N 0.23861°W